# Савинский, Дмитрий Васильевич
Дми́трий Васи́льевич Сави́нский (14 [26] октября 1885, Николо-Корма, Ярославская губерния — 20 октября 1966, Москва) — российский и советский учёный-экономист и статистик, доктор экономических наук (1947), профессор (1941). Заслуженный деятель науки РСФСР (1959). Создатель научной школы промышленной статистики.

## Биография
Родился 14 (26) октября 1885 в селе Николо-Корма (ныне Рыбинский район, Ярославская область, Россия) в большой семье священника Василия Семеновича Савинского и его жены Елизаветы Васильевны. В 1896 году на «отлично» окончил Николо-Кормское начальное народное училище, поступил в Ярославское духовное училище, затем в духовную семинарию. В 1912 году окончил юридический факультет Императорского Санкт-Петербургского университета, с октября этого же года работал в статистическом отделе Ярославской губернской земской управы, в 1916 году получил профилированное статистическое образование в Демидовском юридическом лицее в Ярославле.
В ноябре 1917 года стал заведующим статистическим отделом Омской городской управы, был ответственным за проведение Всероссийской переписи населения в Омске; с декабря 1919 по 1921 год работал заместителем заведующего и заведующим Омским губернским статистическим бюро. Развивал губернские, уездные, волостные органы статистики (подготовил «Итоги демографической переписи 1920 г. по Омской губернии» в 2 выпусках). В конце 1921 года работал в статистическом отделе полномочного представительства при Американской администрации помощи голодающим, с января 1922 года заместитель начальника Экономико-статистического управления, затем работал в Центральном отделе статистики ВСНХ СССР и Народном комиссариате тяжёлой промышленности. В 1943—1946 годах работал в отделе статистики промышленности ЦСУ СССР.
В 1945 году работал в Польской Народной Республике, помогая наладить работу органов государственной статистики, за что был награждён орденом Возрождения Польши.
Преподавал на статистическом отделении факультета советского права МГУ (1925—1926), в Московском химико-технологическом институте им. Д. И. Менделеева (1930-33) и Промышленной академии (1937), Всесоюзном заочном финансово-экономическом институте (1937-38), Московском инженерно-экономическом институте (1938-41). В 1946 году основал кафедру промышленной статистики Московского экономико-статистического института и стал заведующим кафедрой. Основатель и первый заведующий кафедрой статистики экономического факультета МГУ (1948—1966, по другим данным 1949—1964). Автор первого отечественного учебника для вузов по промышленной статистике (1939).

## Научная деятельность
Некоторые работы:
- Краткий курс статистики. Омск, 1921;
- Основы теории статистики. М., 1932—1933. Вып. 1-2;
- Рабочий материал по общей и промышленной статистике. М., 1939;
- Учёт и отчетность в промышленном предприятии. М., 1944;
- Курс промышленной статистики. 5-е изд. М., 1960.